# Mauser
A Mauser, originalmente conhecida como Königliche Waffen Schmieden, é uma fabricante de armas alemã. Sua linha de fuzis de ação rápida e pistolas semiautomáticas foram produzidas desde a década de 1870 para as forças armadas alemãs. No final do século XIX e início do século XX, os projetos da Mauser também foram exportados e licenciados para um grande número de países que os adotaram como armas de fogo militares e civis esportivas. O Mauser G98, em particular, foi amplamente adotado e copiado, e é a base de muitos dos atuais fuzis esportivos por ação de ferrolho.

## História

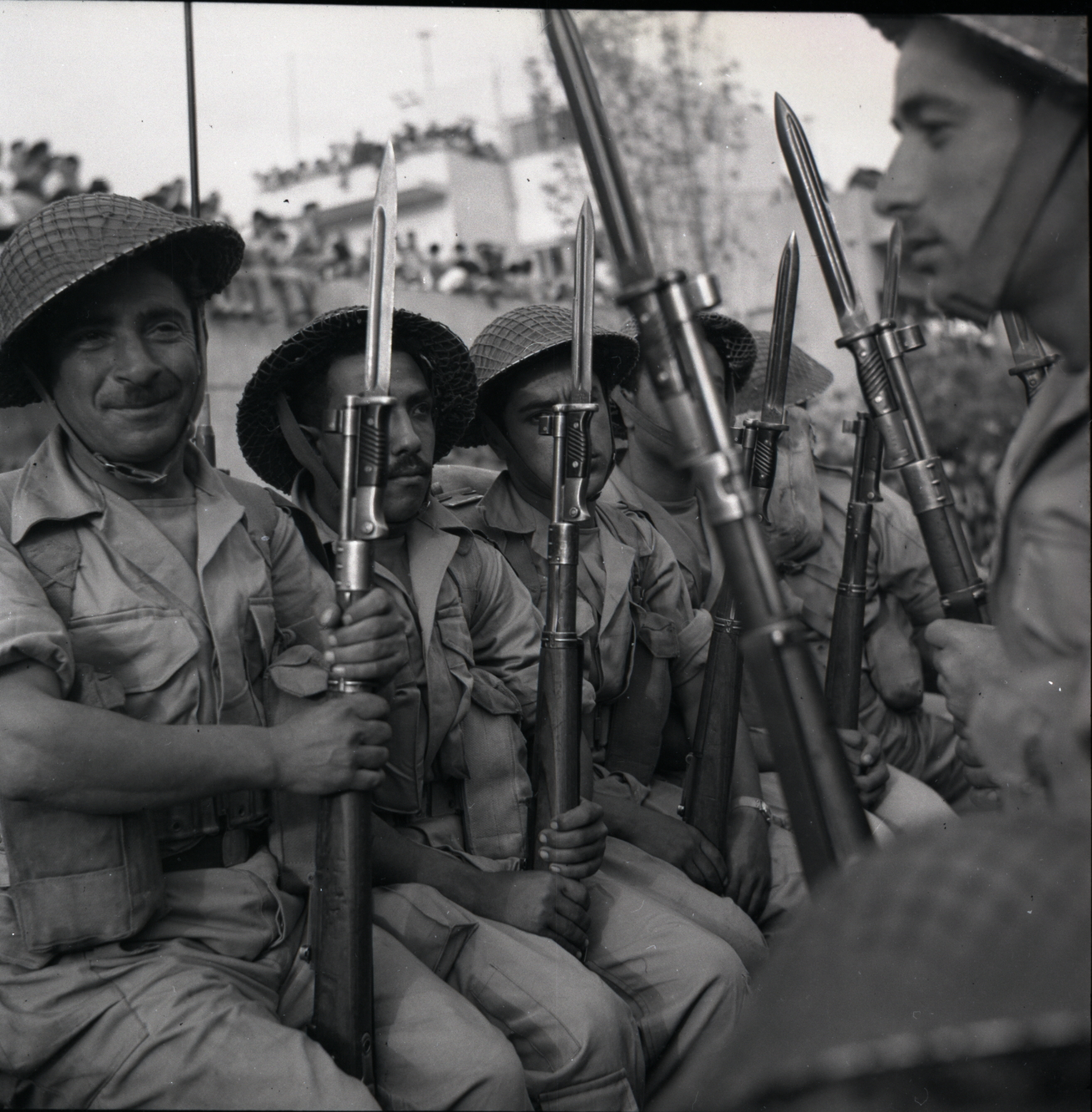
Soldados israelenses, armados com fuzis Mauser com baioneta, desfilando em veículo no Dia da Independência de Israel em 1952.

A Mauser foi fundada como Königliche Waffen Schmieden em 31 de Julho de 1811, por Frederico I de Württemberg. Originalmente localizada em parte em Ludwigsburg e em parte em Christophsthal, a fábrica foi transferida para Oberndorf no antigo Claustro Agostinho. Andreas Mauser era o mestre armeiro de lá. Dos seus sete filhos que trabalharam com ele, Peter Paul Mauser mostrou uma excelente capacidade de desenvolver métodos de operação mais rápidos e eficientes. Seu irmão mais velho, Wilhelm, assumiu muitos dos deveres de seu pai quando o mesmo ficou doente.
Em 1867, contratados por American Norris da Remington, Wilhelm Mauser e Paul Mauser desenvolveram um fuzil utilizando um sistema de ferrolho rotativo melhorado baseado no Chassepot (fusil modele 1866), em troca de royalties sobre cada fuzil vendido, contrariada com o acordo feito por Norris, a Remington nunca se esforçou para vender o novo fuzil. O primeiro fuzil dos irmãos Mauser, foi o Mauser Model 1871, que era conhecido em serviço simplesmente como Gewehr 71 ("Fuzil 71" ou "fuzil de infantaria 71"), relacionado ao ano de 1871. Adotado pelo Império Alemão (exceto o Reino da Baviera), a produção começou na fábrica em Oberndorf para a versão de infantaria que disparava cartuchos de pólvora negra no calibre 11×60mm Mauser por intermédio de um longo cano de 33 polegadas (838 milímetros). Versões mais curtas foram introduzidas posteriormente. Entre elas, a "Jäger" com cano de 28 polegadas (711 milímetros) de comprimento e a versão de cavalaria, com cano 20 polegadas (508 milímetros) de comprimento.

## Armas de fogo Mauser pré-1945

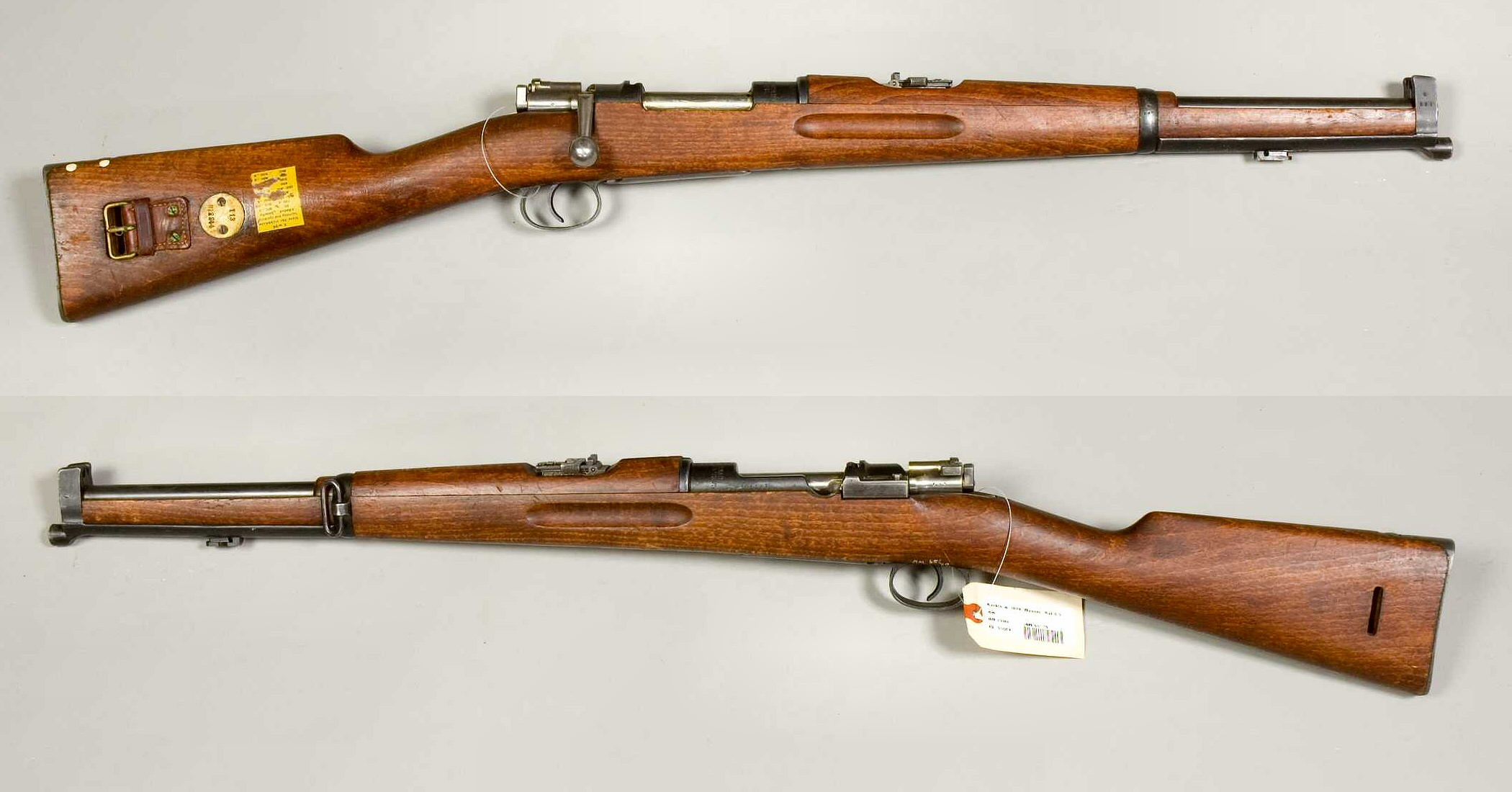
Carabina Modelo 1894. usada no Brasil.

### Fuzis

#### M93 Espanhol
O Mauser Model 1893 é um fuzil por ação de ferrolho comumente chamado de "Mauser espanhol", embora o modelo tenha sido adotado por outros países em outros calibres, mais notadamente o Império Otomano. O M93 introduziu um carregador curto com uma coluna escalonada como padrão, com capacidade para cinco cartuchos de pólvora sem fumaça no calibre 7x57mm Mauser, que poderia ser rapidamente recarregado empurrando um pente de munições do topo do ferrolho aberto. Ainda tinha apenas dois parafusos fechados.